# Aeroport de Galway
L'aeroport de Galway (en anglès: Galway Airport; en gaèlic irlandès: Aerphort na Gaillimhe) (codi IATA: GWY - codi ICAO: EICM), està situat en la localitat de Carnmore, a 9 km a l'est de Galway, Irlanda. En els últims anys el nombre de passatgers s'ha vist incrementat fins a superar els 220.000 passatgers l'any 2006, en part gràcies als vols xàrter.